# 高橋美雪
高橋美雪（1978年12月25日—），出生於日本山形縣山形市，是日本前排球運動員、現役藝人，身高170公分，體重66公斤。外號「SHIN」（シン），場上位置為主攻或接應。目前是avex旗下的藝人之一。

## 選手生涯
小學時期開始接受排球訓練，在1997年加入NEC紅火箭，2000年即獲得V-Legaue新人獎，並在同年的聯賽常規賽中大獲全勝。2002年至2004年間，更出任隊長一職。
在2005年，高橋曾經被NEC紅火箭派遣至意大利Joy Volley Vicenza女排隊擔任外援選手。原本任期至2006年球季結束，但在她的要求下延長一年至2007年球季結束。
2007年正式回歸NEC紅火箭，2009年6月30日合約期滿，宣佈退役。
而在國手生涯方面，2000年起多次入選日本女排，更在2002年的世錦賽中擔任隊長。而在2005年的世界女排大獎賽也有出任副隊長，並成為該年賽事的得分王。
2004年雅典奥运会及2008年北京奥运会與隊友杉山祥子一同入選奧運代表隊，並且參與全部的比賽。但她表示北京奧運可能是她生涯中最後一次參加的奧運會。

## 轉戰藝能界
2009年7月1日，高橋正式與avex簽下藝人合約，正式進軍藝能界。

## 家族構成
高橋一家由父、母及其子女共6人組成，其小弟高橋和人在2007年成為豐田合成Treferza男排隊旗下的選手。

## 自身軼事
- 她的外號「SHIN」（シン）的由來在於「心」，代表她對排球擁有一顆強烈的熱心，且貫徹排球「心、技、體」合為一體的理念。
- 她的偶像是效力NBA底特律活塞隊的艾倫·艾佛森。
- 稱號 - 令世界為之驚恐的日本元氣印。

## 廣告代言
2008年，她成為神戶女子大學的代言人，並首次參與電視廣告的演出。

## 生涯簡歷
- 職業球隊

NEC紅火箭（1997-2005年、2007年-2009年）
Joy Volley Vicenza（2005-2007年）
- 日本女排 - 2000-2008年
- 國際比賽
  - 奧運會（2004年、2008年）
  - 世錦賽（2002年、2006年）
  - 世界杯（2003年、2007年）

## 外部連結
- 高橋美雪個人部落格 （页面存档备份，存于）
- NEC紅火箭官方網站